# Annapolis County
Annapolis County ist eine County Municipality in der kanadischen Provinz Nova Scotia (Neuschottland) mit 20.591 Einwohnern (Stand: 2016). Es liegt im Westen der Provinz, Verwaltungssitz ist Annapolis Royal. Im Nordosten des Countys liegt die Bay of Fundy. Nach Nordosten grenzt es an Kings County und nach Südwesten an Digby County, während im Südosten Lunenburg County und im Süden die Region of Queens Municipality liegt. Im Süden des Countys liegt auch ein Teil des Kejimkujik-Nationalparks.
Die 3.188,48 km² große Verwaltungseinheit hatte 2011 20.756 Einwohner bei einer Bevölkerungsdichte von 6,5 Einwohnern/km². Die Bevölkerung nahm dabei um 3,2 % ab.
Das County ist über den Nova Scotia Highway 101 an das übrige Straßenverkehrsnetz angeschlossen und über den Digby-Annapolis Regional Airport, südlich von Digby, an den Luftverkehr.

## Geschichte
Annapolis County wurde am 17. August 1759 gegründet und nach dem Ort Annapolis Royal benannt. 1833 bekannt gewordene Vorschläge zur Aufteilung des Countys führten 1837 zur Abspaltung von Digby County.

## Gemeinden
Annapolis County umfasst die Towns Annapolis Royal, Bridgetown und Middleton sowie die Indianerreservate Bear River 6 und Bear River 6B. Alle weiteren Ansiedlungen sind Teil der Municipality of the County of Annapolis, die keine eigene Verwaltung besitzt.